# Línea 70 (AMDET)
La línea 70 fue el servicio de trolebuses urbano ofrecido por el ente de transporte público de Montevideo, quien unía la intersección de Avenida Italia y Comercio con Villa del Cerro.

## Historia
El servicio fue inaugurado el 20 de diciembre de 1956 por la Administración Municipal de Transporte. Inicialmente su recorrido era hacia Belvedere, para posteriormente ser extendido hacia Villa del Cerro. Dejó de circular en noviembre de 1975, siendo sustituido por la actual línea 370 línea que comenzó a ser  operada por autobuses de la cooperativa Unión Cooperativa Obrera del Transporte